# Książe-Skroniów
Książe-Skroniów – wieś sołecka w Polsce położona w województwie świętokrzyskim, w powiecie jędrzejowskim, w gminie Jędrzejów.
W latach 1975–1998 miejscowość administracyjnie należała do województwa kieleckiego.
Wierni kościoła rzymskokatolickiego z Książe-Skroniowa należą do parafii pw. bł. Wincentego Kadłubka w Jędrzejowie, a z pozostałej części do parafii pw. św. Maksymiliana Kolbego w Skroniowie.

## Części wsi
| SIMC    | Nazwa              | Rodzaj     |
| ------- | ------------------ | ---------- |
| 0240307 | Skroniów Fabryczny | przysiółek |